# پتانژ
پتانژ (به لوکزامبورگی: Péiteng) یک شهرداری در استان اش-سور-الزت کشور لوکزامبورگ است که ۱۱٫۹۳ کیلومترمربع مساحت دارد و جمعیت آن در سال ۲۰۰۹ میلادی ۱۵۷۴۹ نفر بوده‌است.